# 三家子满族乡
三家子满族乡（穆麟德轉寫：ilan boo manju uksura gašan；中国朝鲜语：／）是中华人民共和国吉林省延边朝鲜族自治州珲春市下辖的一个民族乡。

## 行政区划
三家子满族乡下辖以下村级行政区划单位：
三家子村、立新村、东岗子村、沙坨子村、西崴子村、古城村、永丰村和八连城村。